# Gerd Kragl
Gerd Kragl (* 23. Juni 1997 in Linz) ist ein österreichischer Eishockeyspieler, der seit 2015 beim EHC Linz in der Österreichischen Eishockey-Liga unter Vertrag steht.

## Karriere
Kragl begann seine Karriere im Nachwuchsbereich des EHC Linz und wurde mit diesem 2014 und 2015 österreichischer U18- und U20-Meister. Am 1. Januar 2015 debütierte er in der Profimannschaft des EHC Linz in der Österreichischen Eishockey-Liga (EBEL).
Ab der Saison 2015/16 kam er neben vereinzelten Einsätzen in der EBEL parallel beim EK Zell am See in der zweitklassigen Inter-National-League respektive Alps Hockey League zum Einsatz. Im Dezember 2017 wurde er für zwei Monate an den EC VSV ausgeliehen.

### International
Kragl vertrat Österreich bei den U18-Weltmeisterschaften der Division IB 2014 und 2015 sowie bei den U20-Weltmeisterschaften der Division IA 2016 und 2017. Im März 2017 wurde er zur Vorbereitung auf die Weltmeisterschaft der Division I in das Herren-Nationalteam einberufen und absolvierte am 5. April 2017 seinen ersten Länderspieleinsatz beim 2:6 im Freundschaftsspiel gegen Schweden in Linz.

## Erfolge und Auszeichnungen
- 2014 Österreichischer U18-Meister mit dem EHC Linz
- 2015 Österreichischer U20-Meister mit dem EHC Linz

## Karrierestatistik
(Legende zur Spielerstatistik: Sp oder GP = absolvierte Spiele; T oder G = erzielte Tore; V oder A = erzielte Assists; Pkt oder Pts = erzielte Scorerpunkte; SM oder PIM = erhaltene Strafminuten; +/− = Plus/Minus-Bilanz; PP = erzielte Überzahltore; SH = erzielte Unterzahltore; GW = erzielte Siegtore; 1 Play-downs/Relegation; Kursiv: Statistik nicht vollständig)